# Villalonga Fútbol Club
El Villalonga Fútbol Club es un equipo de fútbol español de la parroquia gallega de Vilalonga, en el municipio de Sanxenxo, provincia de Pontevedra. Fue fundado en 1947 y juega en la temporada 2024-25 en la Tercera Federación.

## Estadio
El equipo juega sus partidos como local en el Estadio San Pedro, con capacidad para 2.000 espectadores.

## Datos del club
- Temporadas en 1.ª: 0
- Temporadas en 2.ª: 0
- Temporadas en 2ªB: 0
- Temporadas en 3.ª: 23

### Historial por temporadas
| Temp.   | Nivel | Categoría   | Puesto |
| ------- | ----- | ----------- | ------ |
| 1947–80 | —     | Regional    | —      |
| 1980/81 | 6     | 1ª Regional | 10º    |
| 1981/82 | 6     | 1ª Regional | 7º     |
| 1982/83 | 6     | 1ª Regional | 14º    |
| 1983/84 | 6     | 1ª Regional | 11º    |
| 1984/85 | 6     | 1ª Regional | 15º    |
| 1985/86 | 6     | 1ª Regional | —      |
| 1986/87 | 6     | 1ª Regional | —      |
| 1987/88 | 5     | Preferente  | 1º     |
| 1988/89 | 4     | 3.ª         | 7º     |
| 1989/90 | 4     | 3.ª         | 3º     |
| 1990/91 | 4     | 3.ª         | 7º     |
| 1991/92 | 4     | 3.ª         | 14º    |
| 1992/93 | 4     | 3.ª         | 4º     |
| 1993/94 | 4     | 3.ª         | 9º     |

| Temp.   | Nivel | Categoría  | Puesto |
| ------- | ----- | ---------- | ------ |
| 1994/95 | 4     | 3.ª        | 16º    |
| 1995/96 | 4     | 3.ª        | 10º    |
| 1996/97 | 4     | 3.ª        | 8º     |
| 1997/98 | 4     | 3.ª        | 13º    |
| 1998/99 | 4     | 3.ª        | 15º    |
| 1999/00 | 4     | 3.ª        | 19º    |
| 2000/01 | 5     | Preferente | 11º    |
| 2001/02 | 5     | Preferente | 7º     |
| 2002/03 | 5     | Preferente | 4º     |
| 2003/04 | 5     | Preferente | 1º     |
| 2004/05 | 4     | 3.ª        | 16º    |
| 2005/06 | 4     | 3.ª        | 13º    |
| 2006/07 | 4     | 3.ª        | 4º     |
| 2007/08 | 4     | 3.ª        | 6º     |

| Temp.   | Nivel | Categoría  | Puesto |
| ------- | ----- | ---------- | ------ |
| 2008/09 | 4     | 3.ª        | 16º    |
| 2009/10 | 4     | 3.ª        | 12º    |
| 2010/11 | 4     | 3.ª        | 9º     |
| 2011/12 | 4     | 3.ª        | 9º     |
| 2012/13 | 4     | 3.ª        | 17º    |
| 2013/14 | 5     | Preferente | 3º     |
| 2014/15 | 5     | Preferente | 6º     |
| 2015/16 | 5     | Preferente | 1º     |
| 2016/17 | 4     | 3.ª        | 10º    |
| 2017/18 | 4     | 3.ª        | 20º    |
| 2018/19 | 5     | Preferente | 9º     |
| 2019/20 | 5     | Preferente | 4º     |
| 2020/21 | 5     | Preferente |        |
| 2021/22 | 6     | Preferente |        |